# James Shepherd
John James Shepherd (* 2. Juni 1884 in Bicknor; † 9. Juli 1954 in Aston, Herefordshire) war ein britischer Sportler, der zwischen 1908 und 1920 bei drei Olympischen Spielen drei Medaillen im Tauziehen gewann.
Bei den Olympischen Spielen 1908 in London gewann Shepherd mit der britischen Mannschaft die Goldmedaille im Tauziehwettbewerb. Die Silber- und die Bronzemedaille gingen ebenfalls an britische Teams. Wie sämtliche Teammitglieder aller drei britischen Mannschaften war Shepherd als Polizist tätig. 
Shepherds Mannschaft trug den Namen London City Police. Im Finale des Wettbewerbs am 18. Juli 1908 schlug die London City Police die als Liverpool Police Team betitelte zweitplatzierte Mannschaft.
Als einer von nur drei Tauziehern der Siegermannschaft von 1908 konnte Shepherd in seiner olympischen Karriere insgesamt drei Medaillen in diesem Wettbewerb erringen.
bei den Olympischen Spielen 1912 in Stockholm misslang die Titelverteidigung der London City Police. Hatten sich vier Jahre zuvor noch sieben Mannschaften zum Wettbewerb angemeldet, wovon fünf letztlich auch antraten, erschienen in Stockholm letztlich nur zwei der gemeldeten fünf Mannschaften. Am 8. Juli 1912 kam es somit zum einzigen Wettstreit, der gleichzeitig das Finale darstellte. Dabei unterlagen Shepherds London City Police dem schwedischen Gegner und holten Silber.
Im Tauzieh-Wettbewerb der Olympischen Spiele 1920 in Antwerpen traten fünf Mannschaften an. Im Finale am 19. August 1920 entschieden Shepherd und das dieses Mal einzige britische Team den Kampf um die Goldmedaille für sich. Die Niederlande unterlagen in zwei Runden.